# セバスチャン・ガーラー

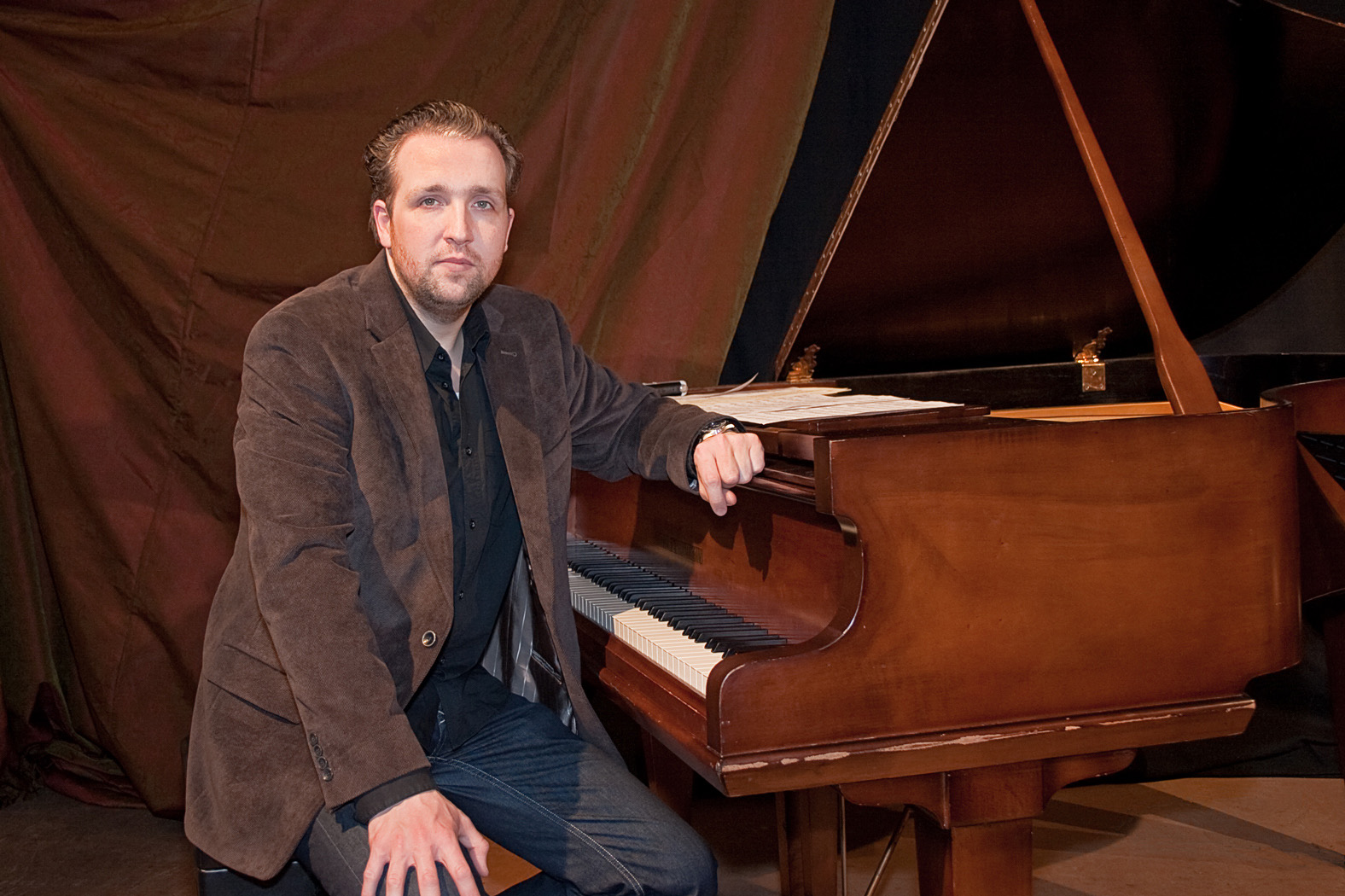
セバスチャン・ガーラー

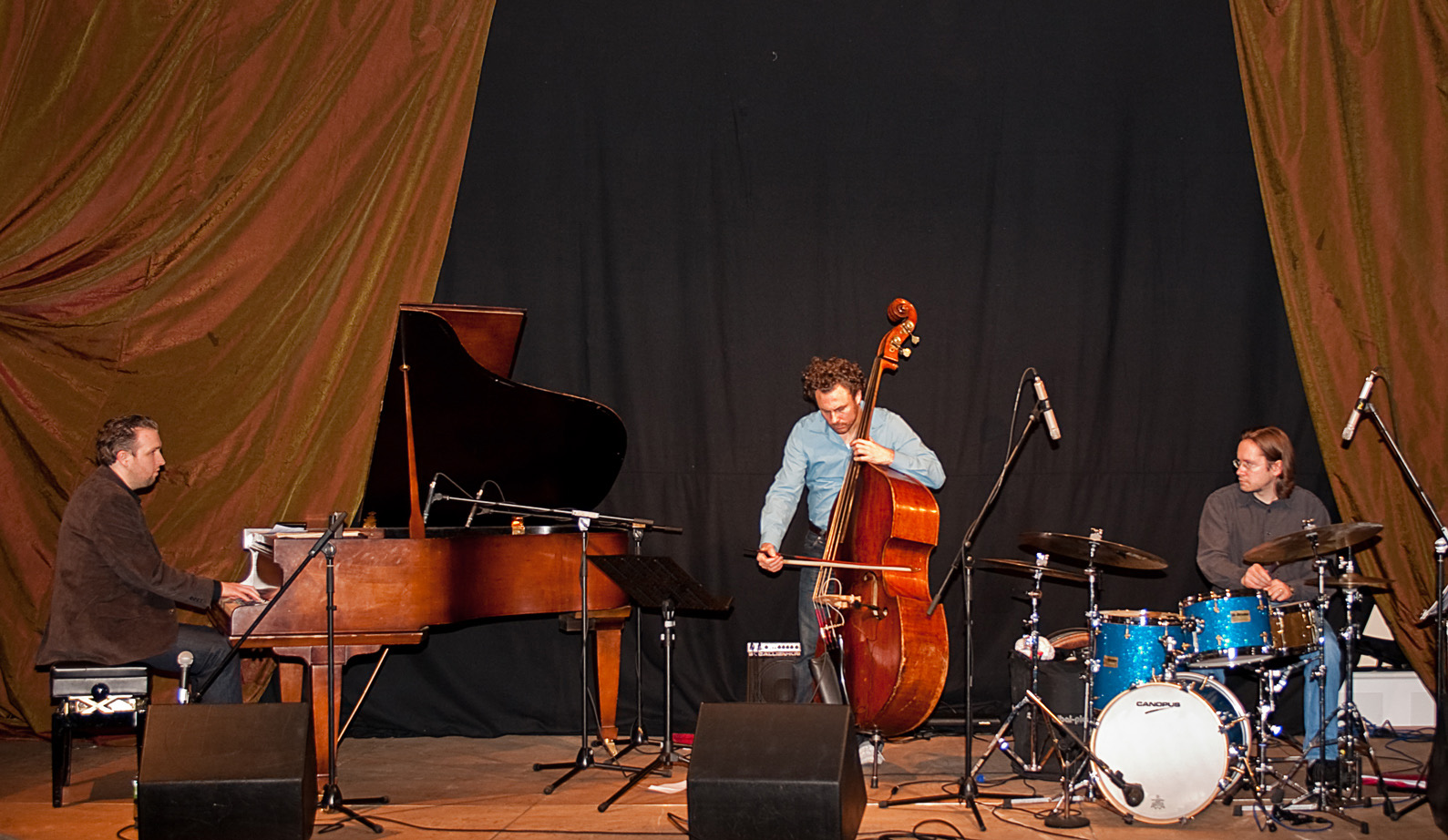
セバスチャン・ガーラー・トリオ：セバスチャン・ガーラー、ニコ・ブランデンブルク、ルネ・マルクス（左から右へ）

セバスチャン・ガーラー（Sebastian Gahler, 1978年 - ）は、ドイツのジャズ・ピアニスト、作曲家である。 

## 来歴
ガーラーは最初、デュッセルドルフでジャズ・ピアニスト、バディ・カジノの個人レッスンを受けた。その後、アルンハイムの芸術大学でロベルト＝ヤン・フェルムーレンにジャズ・ピアノを学んだ。2001年から2007年まではケルン音楽大学でハンス・リューデマン、ヒューバート・ヌス、ジョン・テイラーに学んだ。他にバリー・ハリス、ジュリアン・ジョセフ、アダム・ヌスバウム、ジャッキー・テラソンなどのワークショップやマスタークラスに参加した。
2003年、ベーシストのニコ・ブランデンブルク、ドラマーのルネ・マルクスとともにセバスチャン・ガーラー・トリオを結成し、ガーラー自身の作曲によるアルバム『瞑想』は、2009年にダブルムーンの「ジャズ・シング次世代」シリーズに登場した。2009年1月23日、デュッセルドルフのジャズ・フォージでの「CDリリースコンサート」で公開された。トリオの2枚目のアルバムは、3年後にエーデルからリリースされた。このトリオは、サックス奏者のクラウディウス・ヴァルクとヴォルガング・エングストフェルトとも協力しており、エングストフェルトはトリオのCD『ダウン・ザ・ストリート』（Down the Streetで）にゲスト参加してレコーディングした。
歌手のインガ・リューニングがガーラー・トリオに加わって、フォーメーション・インディゴジャズラウンジも結成している。このフォーメーションでは、2019年までに3枚のアルバムをリリースした。最新のアルバムは New Bar Standards Volume 2 である。 
ガーラーは、ペーター・ヴァイスを中心とするジャズアンサンブル・デュッセルドルフのメンバーでもある。 また、歌手のアンゲラ・ルイス、ギタリストのモーリッツ・シュタール、歌手ラヒェル・シャルンベルク、ドラマーのマルクス・メラー、ニコ・ブランデンブルクで構成されるグルッペ・ルイスのキーボード奏者でもある。

## ディスコグラフィー
インディゴジャズラウンジ
- 2008： Indigojazzlounge
- 2019： New Bar Standards Volume 2

セバスチャン・ガーラー・トリオ
- 2009： Meditation (Double Moon)
- 2012： Trust (Edel)
- 2016： Down the Street (JazzSick Records）

## 參考資料
1. ↑  Veranstaltungsarchiv[リンク切れ] der Jazz-Schmiede